# Bridgewater (Dakota del Sur)
Bridgewater es una ciudad ubicada en el condado de McCook en el estado estadounidense de Dakota del Sur. En el Censo de 2010 tenía una población de 492 habitantes y una densidad poblacional de 168,86 personas por km².

## Geografía
Bridgewater se encuentra ubicada en las coordenadas 43°33′1″N 97°29′54″O / 43.55028, -97.49833. Según la Oficina del Censo de los Estados Unidos, Bridgewater tiene una superficie total de 2.91 km², de la cual 2.91 km² corresponden a tierra firme y (0%) 0 km² es agua.

## Demografía
Según el censo de 2010, había 492 personas residiendo en Bridgewater. La densidad de población era de 168,86 hab./km². De los 492 habitantes, Bridgewater estaba compuesto por el 98.37% blancos, el 0% eran afroamericanos, el 0.41% eran amerindios, el 0.61% eran asiáticos, el 0% eran isleños del Pacífico, el 0.41% eran de otras razas y el 0.2% pertenecían a dos o más razas. Del total de la población el 2.03% eran hispanos o latinos de cualquier raza.